# Arroyo Marmarajá
El arroyo Marmarajá es un curso de agua uruguayo ubicado en el departamento de Lavalleja, perteneciente a la cuenca hidrográfica de la laguna Merín.
Nace en la cuchilla Grande, desemboca en el arroyo del Aiguá. Su principal afluente es el arroyo Calera.
- Datos: Q5705761